# Samokov Knoll
Der Samokov Knoll (englisch; bulgarisch Самоковска могила Samokowska mogila) ist ein 602 m hoher Hügel auf der Livingston-Insel im Archipel der Südlichen Shetlandinseln. Im Gebiet um das Yankov Gap ragt er als markante Landmarke 0,48 km südwestlich des Melnik Peak, 0,86 km nördlich des Asparuh Peak, 3,25 km östlich des Hemus Peak und 2,3 km nordwestlich des Atanasoff-Nunataks auf.
Bulgarische Wissenschaftler kartierten ihn im Zuge der Vermessung der Tangra Mountains zwischen 2004 und 2005. Die bulgarische Kommission für Antarktische Geographische Namen benannte ihn 2005 nach der Stadt Samokow im Westen Bulgariens.